# Dürener Turnverein 1847 2021-2022
Questa voce raccoglie le informazioni riguardanti il Dürener Turnverein 1847 nelle competizioni ufficiali della stagione 2021-2022.

## Stagione
Il Dürener Turnverein 1847 partecipa alla stagione 2021-22 con la denominazione sponsorizzata SWD powervolleys Düren.
Dopo un secondo posto nella stagione regolare di 1. Bundesliga, viene eliminato durante le semifinali dei play-off scudetto dal Friedrichshafen. In Coppa di Germania, invece, non va oltre i quarti di finale, perdendo sempre contro il Friedrichshafen.
In ambito europeo è di scena in Coppa CEV, dove viene sconfitto ai sedicesimi di finale dal Galatasaray.

## Organigramma societario
Area direttiva
- Presidente: Rüdiger Hein

Area tecnica
- Allenatore: Rafał Murczkiewicz
- Allenatore in seconda: Björn-Arne Alber
- Scoutman: Kai Niklaus, Helmut Schmitz

Area sanitaria
- Medico: Stefan Lukowsky
- Fisioterapista: Oliver Francke, Yannick Grainer, Charlotte Meyer, Jonas Runge, Anja Zehbe

## Rosa
| N° | Nome               | Ruolo | Data di nascita | Nazionalità sportiva |
| -- | ------------------ | ----- | --------------- | -------------------- |
| 1  | Ivan Batanov       | L     | 25 aprile 2000  | Germania             |
| 2  | Moritz Eckardt     | L     | 15 giugno 2001  | Germania             |
| 3  | Tim Broshog        | C     | 2 dicembre 1987 | Germania             |
| 4  | Melf Urban         | C     | 28 giugno 2001  | Germania             |
| 6  | Erik Röhrs         | S     | 24 aprile 2001  | Germania             |
| 7  | Filip John         | O     | 1º agosto 2001  | Germania             |
| 8  | Björn Andrae       | S     | 14 maggio 1981  | Germania             |
| 9  | Marcin Ernastowicz | S     | 31 luglio 1997  | Polonia              |
| 10 | Tobias Brand       | S     | 9 luglio 1998   | Germania             |
| 11 | Michael Andrei     | C     | 6 agosto 1985   | Germania             |
| 12 | Eric Burggräf      | P     | 10 marzo 1999   | Germania             |
| 13 | Sebastián Gevert   | O     | 23 giugno 1988  | Cile                 |
| 14 | David Pettersson   | C     | 21 gennaio 1994 | Svezia               |
| 16 | Stefan Lukowsky    | L     | 24 agosto 1967  | Germania             |
| 17 | Tomáš Kocian       | P     | 27 marzo 1988   | Germania             |

## Statistiche

### Statistiche di squadra
| Competizione      | Punti | In casa | In casa | In casa | In trasferta | In trasferta | In trasferta | Totale | Totale | Totale |
| Competizione      | Punti | G       | V       | P       | G            | V            | P            | G      | V      | P      |
| ----------------- | ----- | ------- | ------- | ------- | ------------ | ------------ | ------------ | ------ | ------ | ------ |
| 1. Bundesliga     | 32/18 | 14      | 10      | 4       | 11           | 8            | 3            | 25     | 18     | 7      |
| Coppa di Germania | -     | 1       | 0       | 1       | 1            | 1            | 0            | 2      | 1      | 1      |
| Coppa CEV         | -     | 2       | 1       | 1       | 2            | 1            | 1            | 4      | 2      | 2      |
| Totale            | -     | 17      | 11      | 6       | 14           | 10           | 4            | 31     | 21     | 10     |

G = partite giocate; V = partite vinte; P = partite perse

### Statistiche dei giocatori
| Giocatore      | 1. Bundesliga | 1. Bundesliga | 1. Bundesliga | 1. Bundesliga | 1. Bundesliga | Coppa di Germania | Coppa di Germania | Coppa di Germania | Coppa di Germania | Coppa di Germania | Coppa CEV | Coppa CEV | Coppa CEV | Coppa CEV | Coppa CEV | Totale | Totale | Totale | Totale | Totale |
| Giocatore      | P             | PT            | AV            | MV            | BV            | P                 | PT                | AV                | MV                | BV                | P         | PT        | AV        | MV        | BV        | P      | PT     | AV     | MV     | BV     |
| -------------- | ------------- | ------------- | ------------- | ------------- | ------------- | ----------------- | ----------------- | ----------------- | ----------------- | ----------------- | --------- | --------- | --------- | --------- | --------- | ------ | ------ | ------ | ------ | ------ |
| B. Andrae      | 12            | 80            | 65            | 9             | 6             | 0                 | 0                 | 0                 | 0                 | 0                 | 1         | 5         | 4         | 1         | 0         | 13     | 85     | 69     | 10     | 6      |
| M. Andrei      | 19            | 118           | 79            | 35            | 4             | 1                 | 5                 | 5                 | 0                 | 0                 | 3         | 22        | 17        | 4         | 1         | 23     | 145    | 101    | 39     | 5      |
| I. Batanov     | 24            | 0             | 0             | 0             | 0             | 1                 | 0                 | 0                 | 0                 | 0                 | 3         | 0         | 0         | 0         | 0         | 28     | 0      | 0      | 0      | 0      |
| T. Brand       | 25            | 330           | 290           | 26            | 14            | 2                 | 8                 | 7                 | 1                 | 0                 | 4         | 67        | 55        | 8         | 4         | 31     | 405    | 352    | 35     | 18     |
| T. Broshog     | 20            | 111           | 65            | 45            | 1             | 2                 | 9                 | 5                 | 4                 | 0                 | 3         | 16        | 9         | 7         | 0         | 25     | 136    | 79     | 56     | 1      |
| E. Burggräf    | 22            | 10            | 2             | 3             | 5             | 2                 | 1                 | 1                 | 0                 | 0                 | 4         | 1         | 0         | 0         | 1         | 28     | 12     | 3      | 3      | 6      |
| M. Eckardt     | 8             | 0             | 0             | 0             | 0             | 1                 | 0                 | 0                 | 0                 | 0                 | 4         | 0         | 0         | 0         | 0         | 13     | 0      | 0      | 0      | 0      |
| M. Ernastowicz | 25            | 193           | 155           | 23            | 15            | 2                 | 17                | 16                | 1                 | 0                 | 4         | 41        | 34        | 4         | 3         | 31     | 251    | 205    | 28     | 18     |
| S. Gevert      | 24            | 369           | 320           | 18            | 31            | 2                 | 30                | 26                | 2                 | 2                 | 4         | 46        | 42        | 4         | 0         | 30     | 445    | 388    | 24     | 33     |
| F. John        | 14            | 70            | 60            | 8             | 2             | 1                 | 7                 | 6                 | 1                 | 0                 | 2         | 9         | 8         | 0         | 1         | 17     | 86     | 74     | 9      | 3      |
| T. Kocian      | 22            | 40            | 6             | 19            | 15            | 2                 | 1                 | 1                 | 0                 | 0                 | 4         | 2         | 0         | 0         | 2         | 28     | 43     | 7      | 19     | 17     |
| S. Lukowsky    | 0             | 0             | 0             | 0             | 0             | -                 | -                 | -                 | -                 | -                 | -         | -         | -         | -         | -         | 0      | 0      | 0      | 0      | 0      |
| D. Pettersson  | 19            | 125           | 95            | 26            | 4             | 1                 | 0                 | 0                 | 0                 | 0                 | 3         | 12        | 10        | 1         | 1         | 23     | 137    | 105    | 27     | 5      |
| E. Röhrs       | 24            | 171           | 132           | 15            | 24            | 2                 | 21                | 16                | 1                 | 4                 | 4         | 9         | 8         | 1         | 0         | 30     | 201    | 156    | 17     | 28     |
| M. Urban       | 6             | 5             | 5             | 0             | 0             | 2                 | 9                 | 7                 | 1                 | 1                 | 2         | 0         | 0         | 0         | 0         | 10     | 14     | 12     | 1      | 1      |

P = presenze; PT = punti totali; AV = attacchi vincenti; MV = muri vincenti; BV = battute vincenti